# Uviet

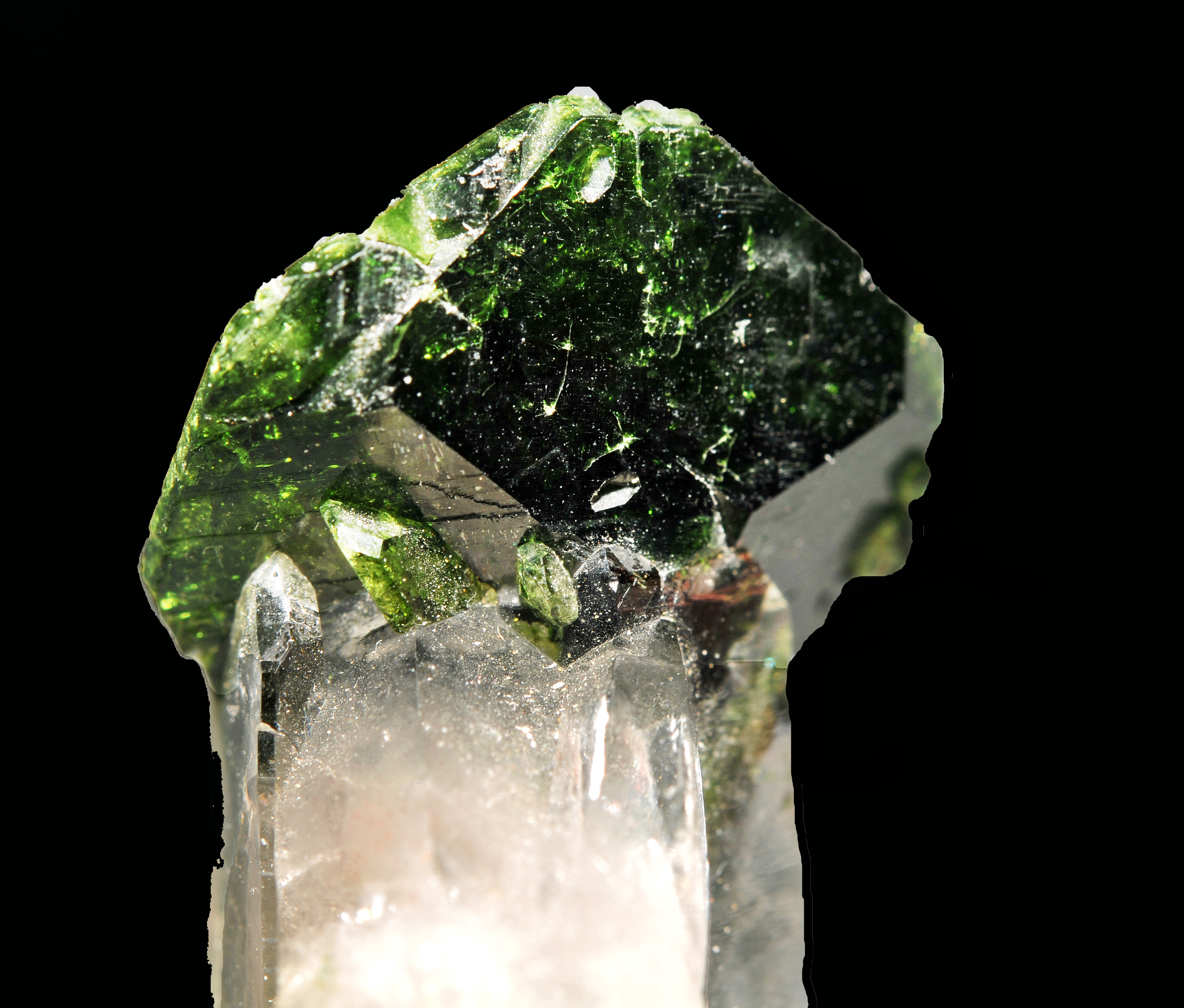
Uviet

Het mineraal uviet ((Ca,Na)(Mg,Fe+2)3Al5Mg(BO3)3Si6O18(OH,F)4) is een geelbruin, bruin tot zwart silicaat en behoort tot de groep der toermalijnen.

## Eigenschappen
De eigenschappen van het mineraal zijn hetzelfde als die van toermalijn. Uviet bevat magnesium en is doorschijnend tot niet-doorzichtig. Het lijkt veel op het mineraal draviet dat ook tot de toermalijngroep behoort.

## Naamgeving
Het mineraal is genoemd naar de Sri Lankaanse provincie Uva.

## Voorkomen
Uviet wordt onder andere gevonden in de voormalige Sovjet-Unie (Transbaïkalië, Jakoetië), Sri Lanka, de Verenigde Staten (New York) en Canada (Ontario).

## Industriële toepassing
Het mineraal wordt heel zelden bewerkt als siersteen.